# Billie Jean Kingová
Billie Jean Kingová (rozená Moffittová, * 22. listopadu 1943 Long Beach, Kalifornie) je bývalá americká tenistka a světová tenisová jednička, která vyhrála dvanáct grandslamových turnajů ve dvouhře (osm v otevřené éře), šestnáct ve čtyřhře (deset v otevřené éře) a jedenáct ve smíšené čtyřhře (sedm v otevřené éře). Celkem zvítězila na třiceti devíti grandslamech, z toho na dvaceti pěti v open éře.
Na okruhu WTA Tour vyhrála sto sedmdesát pět turnajů, z toho šedesát sedm ve dvouhře, šedesát sedm v ženské čtyřhře a sedm v mixu), což ji zařadilo na 3. příčku historického pořadí za Martinu Navrátilovou a Chris Evertovou.
Měla velký podíl na vzniku Ženské tenisové asociace (WTA), jejíž se stala v roce 1973 první předsedkyní. Zasazovala se též o rovné postavení žen vůči mužům a bojovala proti sexismu ve sportu i ve společnosti. Do duelu nazvaného „Bitva pohlaví“ nastoupila ve 29 letech 20. srpna 1973 v houstonské hale Astrodome. Porazila v něm 55letého bývalého wimbledonského šampiona Roberta Riggse po setech 6–4, 6–3 a 6–3.
V srpnu 2006 získalo její jméno Národní tenisové centrum Billie Jean Kingové v New Yorku, dějiště grandslamu US Open. V roce 2019 se stala první globální ambasadorkou Fed Cupu, mezinárodní soutěže ženských tenisových týmů založené roku 1963. Jako hráčka a kapitánka amerického týmu vyhrála celkově rekordních 10 trofejí. V září 2020 byl Fed Cup přejmenován Billie Jean King Cup, jakožto první celosvětová soutěž ženských družstev pojmenovaná po ženě.

## Osobní život
V roce 1965 se provdala na Long Beach v Kalifornii za Lawrence Kinga. Roku 1971 se pak rozhodla pro vědomý potrat, což zveřejnila ve svém životopise z roku 1981. Manželství bylo rozvedeno v roce 1987. Již od roku 1971 udržovala intimní vztah se svojí sekretářkou Marilyn Barnettovou. K přiznání vztahu na veřejnosti však došlo až o deset let později.
V roce 1999 byla zvolena do vedení (Sboru ředitelů) tabákové společnosti Philip Morris, za což byla kritizována protitabákovými aktivisty, pročež tuto funkci opustila.
Billie Kingová se roku 2007 objevila v roli soudkyně seriálu Právo a pořádek.
Žije v New Yorku a Chicagu s jihoafrickou partnerkou Ilanou Klossovou (* 1956), která je také bývalou profesionální tenistkou.

## Finále na Grand Slamu

### Ženská dvouhra

#### Vítězka (12)
| Rok  | Turnaj          | Finalistka              | Výsledek      |
| 1966 | Wimbledon       | Maria Bueno             | 6–3, 3–6, 6–1 |
| 1967 | Wimbledon (2)   | Ann Haydon Jones        | 6–3, 6–4      |
| 1967 | US Open         | Ann Haydon Jones        | 11–9, 6–4     |
| 1968 | Australian Open | Margaret Smith Court    | 6–1, 6–2      |
| 1968 | Wimbledon (3)   | Judy Tegart Dalton      | 9–7, 7–5      |
| 1971 | US Open (2)     | Rosemary Casals         | 6–4, 7–6      |
| 1972 | French Open     | Evonne Goolagong Cawley | 6–3, 6–3      |
| 1972 | Wimbledon (4)   | Evonne Goolagong Cawley | 6–3, 6–3      |
| 1972 | US Open (3)     | Kerry Melville Reid     | 6–3, 7–5      |
| 1973 | Wimbledon (5)   | Chris Evert             | 6–0, 7–5      |
| 1974 | US Open (4)     | Evonne Goolagong Cawley | 3–6, 6–3, 7–5 |
| 1975 | Wimbledon (6)   | Evonne Goolagong Cawley | 6–0, 6–1      |

#### Finalistka (6)
| Rok  | Turnaj          | Vítězka              | Výsledek      |
| 1963 | Wimbledon       | Margaret Smith Court | 6–3, 6–4      |
| 1965 | US Open         | Margaret Smith Court | 8–6, 7–5      |
| 1968 | US Open         | Virginia Wade        | 6–4, 6–2      |
| 1969 | Australian Open | Margaret Smith Court | 6–4, 6–1      |
| 1969 | Wimbledon       | Ann Haydon Jones     | 3–6, 6–3, 6–2 |
| 1970 | Wimbledon       | Margaret Smith Court | 14–12, 11–9   |

### Ženská čtyřhra

#### Vítězka (16)
| Rok  | Turnaj                   | Spoluhráčka         | Soupeřky                                       | Výsledek       |
| 1961 | Wimbledon                | Karen Hantze Susman | Jan Lehane O'Neill Margaret Smith Court        | 6–3, 6–4       |
| 1962 | Wimbledon (2nd)          | Karen Hantze Susman | Sandra Reynolds Price Renee Schuurman Haygarth | 5–7, 6–3, 7–5  |
| 1964 | US Open                  | Karen Hantze Susman | Margaret Smith Court Lesley Turner Bowrey      | 3–6, 6–2, 6–4  |
| 1965 | Wimbledon (3rd)          | Maria Bueno         | Françoise Durr Jeanine Lieffrig                | 6–2, 7–5       |
| 1967 | Wimbledon (4th)          | Rosemary Casals     | Maria Bueno Nancy Richey Gunter                | 9–11, 6–4, 6–2 |
| 1967 | U.S. Championships (2nd) | Rosemary Casals     | Mary Ann Eisel Donna Floyd Fales               | 4–6, 6–3, 6–4  |
| 1968 | Wimbledon (5th)          | Rosemary Casals     | Françoise Durr Ann Haydon Jones                | 3–6, 6–4, 7–5  |
| 1970 | Wimbledon (6th)          | Rosemary Casals     | Françoise Durr Virginia Wade                   | 6–2, 6–3       |
| 1971 | Wimbledon (7th)          | Rosemary Casals     | Margaret Smith Court Evonne Goolagong Cawley   | 6–3, 6–2       |
| 1972 | French Open              | Betty Stöve         | Winnie Shaw Christine Truman Janes             | 6–1, 6–2       |
| 1972 | Wimbledon (8th)          | Betty Stöve         | Judy Tegart Dalton Françoise Durr              | 6–2, 4–6, 6–3  |
| 1973 | Wimbledon (9th)          | Rosemary Casals     | Françoise Durr Betty Stöve                     | 6–1, 4–6, 7–5  |
| 1974 | US Open (3rd)            | Rosemary Casals     | Françoise Durr Betty Stöve                     | 7–6, 6–7, 6–4  |
| 1978 | US Open (4th)            | Martina Navrátilová | Kerry Melville Reid Wendy Turnbull             | 7–6, 6–4       |
| 1979 | Wimbledon (10th)         | Martina Navrátilová | Betty Stöve Wendy Turnbull                     | 5–7, 6–3, 6–2  |
| 1980 | US Open (5th)            | Martina Navrátilová | Pam Shriver Betty Stöve                        | 7–6, 7–5       |

#### Finalistka (13)
| Rok  | Turnaj                   | Spoluhráčka         | Vítězky                                      | Výsledek      |
| 1962 | US Open                  | Karen Hantze Susman | Maria Bueno Darlene Hard                     | 4–6, 6–3, 6–2 |
| 1964 | Wimbledon                | Karen Hantze Susman | Margaret Smith Court Lesley Turner Bowrey    | 7–5, 6–2      |
| 1965 | Australian Open          | Robyn Ebbern        | Margaret Smith Court Lesley Turner Bowrey    | 1–6, 6–2, 6–3 |
| 1965 | U.S. Championships (2nd) | Karen Hantze Susman | Carole Caldwell Graebner Nancy Richey Gunter | 6–4, 6–4      |
| 1966 | U.S. Championships (3rd) | Rosemary Casals     | Maria Bueno Nancy Richey Gunter              | 6–3, 6–4      |
| 1968 | French Open              | Rosemary Casals     | Françoise Durr Ann Haydon Jones              | 7–5, 4–6, 6–4 |
| 1968 | US Open (4th)            | Rosemary Casals     | Maria Bueno Margaret Smith Court             | 4–6, 9–7, 8–6 |
| 1969 | Australian Open (2nd)    | Rosemary Casals     | Margaret Smith Court Lesley Turner Bowrey    | 6–4, 6–4      |
| 1970 | French Open (2nd)        | Rosemary Casals     | Françoise Durr Gail Sherriff Chanfreau       | 6–1, 3–6, 6–3 |
| 1973 | US Open (5th)            | Rosemary Casals     | Margaret Smith Court Virginia Wade           | 3–6, 6–3, 7–5 |
| 1975 | US Open (6th)            | Rosemary Casals     | Margaret Smith Court Virginia Wade           | 7–5, 2–6, 7–6 |
| 1976 | Wimbledon (2nd)          | Betty Stöve         | Chris Evert Martina Navrátilová              | 6–1, 3–6, 7–5 |
| 1979 | US Open (7th)            | Martina Navrátilová | Betty Stöve Wendy Turnbull                   | 7–5, 6–3      |

### Smíšená čtyřhra

#### Vítězka (11)
| Rok  | Turnaj            | Spoluhráč     | Soupeři                            | Výsledek        |
| 1967 | French Open       | Owen Davidson | Ann Haydon Jones Ion Ţiriac        | 6–3, 6–1        |
| 1967 | Wimbledon         | Owen Davidson | Maria Bueno Ken Fletcher           | 7–5, 6–2        |
| 1967 | US Open           | Owen Davidson | Rosemary Casals Stan Smith         | 6–3, 6–2        |
| 1968 | Australian Open   | Dick Crealy   | Margaret Smith Court Allan Stone   | walkover        |
| 1970 | French Open (2nd) | Bob Hewitt    | Françoise Durr Jean Claude Barclay | 6–2, 6–4        |
| 1971 | Wimbledon (2nd)   | Owen Davidson | Margaret Smith Court Marty Riessen | 3–6, 6–2, 15–13 |
| 1971 | US Open (2nd)     | Owen Davidson | Rob Maud Betty Stöve               | 6–3, 7–5        |
| 1973 | Wimbledon (3rd)   | Owen Davidson | Janet Newberry Raúl Ramírez        | 6–3, 6–2        |
| 1973 | US Open (3rd)     | Owen Davidson | Margaret Smith Court Marty Riessen | 6–3, 3–6, 7–6   |
| 1974 | Wimbledon (4th)   | Owen Davidson | Lesley Charles Mark Farrell        | 6–3, 9–7        |
| 1976 | US Open (4th)     | Phil Dent     | Frew McMillan Betty Stöve          | 3–6, 6–2, 7–5   |

#### Finalistka (7)
| Rok  | Turnaj          | Spoluhráč        | Soupeři                            | Výsledek      |
| 1966 | Wimbledon       | Dennis Ralston   | Ken Fletcher Margaret Smith Court  | 4–6, 6–3, 6–3 |
| 1968 | French Open     | Owen Davidson    | Françoise Durr Jean Claude Barclay | 6–1, 6–4      |
| 1975 | US Open         | Fred Stolle      | Rosemary Casals Richard Stockton   | 6–3, 7–6      |
| 1977 | US Open (2nd)   | Vitas Gerulaitis | Frew McMillan Betty Stöve          | 6–2, 3–6, 6–3 |
| 1978 | Wimbledon (2nd) | Ray Ruffels      | Frew McMillan Betty Stöve          | 6–2, 6–2      |
| 1978 | US Open (3rd)   | Ray Ruffels      | Frew McMillan Betty Stöve          | 6–3, 7–6      |
| 1983 | Wimbledon (3rd) | Steve Denton     | John Lloyd Wendy Turnbull          | 6–7, 7–6, 7–5 |